# Crabzilla

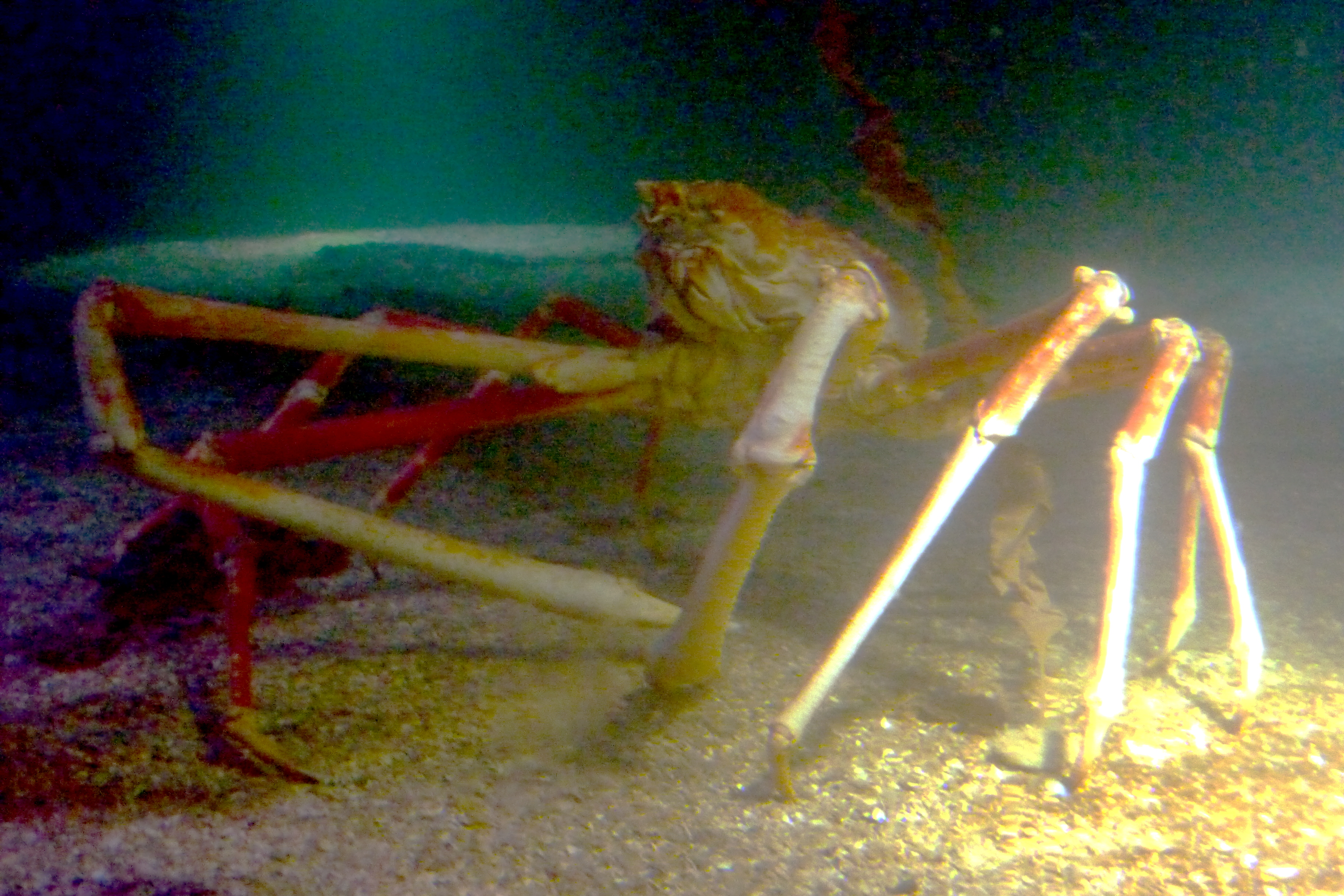
Crabzilla

Crabzilla is een Japanse reuzenkrab die sinds augustus 2010 te zien is in Sea Life Scheveningen. De krab die in 2009 in de Grote Oceaan werd gevangen weegt 15 kilogram en heeft een spanwijdte van 3,5 meter. Eenmaal volgroeid zou zijn spanwijdte zelfs 4,5 meter kunnen worden.
Crabzilla is de grootste krab die ooit in Europa te zien is geweest. Crabzilla is op 8 maart 2011 verhuisd naar Sea Life Parijs vanwege de verbouwing van zijn verblijf in Scheveningen. Crabzilla is vernoemd naar het filmmonster Godzilla. 